# Palacio del Conde de Palma e iglesia de San José

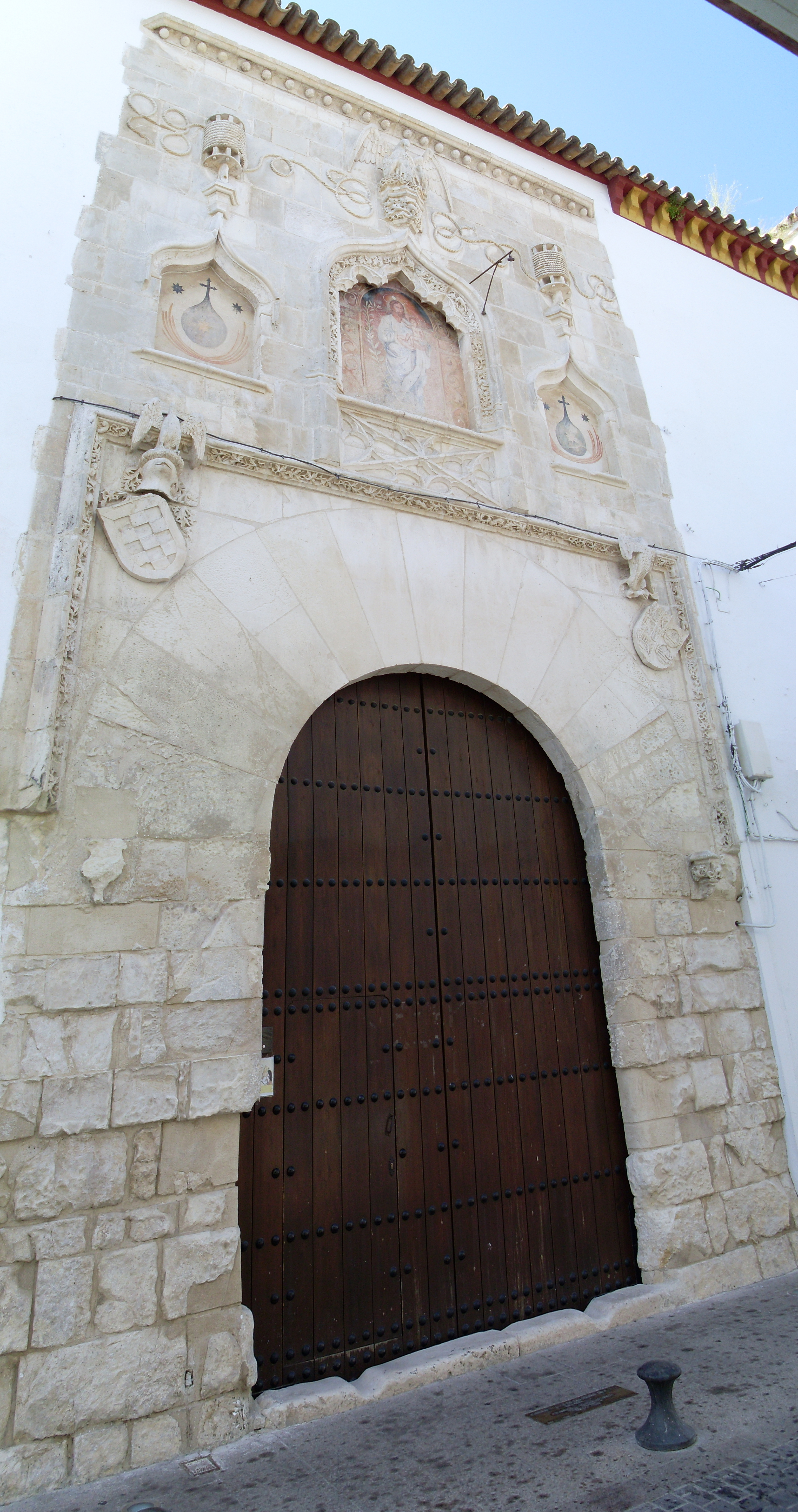
Puerta principal del Palacio.

El palacio de los Condes de Palma es un palacio de estilo mudéjar de la ciudad sevillana de Écija. Se halla emplazado en la concurrida calle del Conde, en pleno casco histórico, a escasos metros de la plaza de España. Actualmente lo ocupa la orden de clausura de las Carmelitas descalzas con la advocación de Convento de San José. Se le conoce popularmente como «las Teresas», al ser del convento femenino las únicas partes visitables la iglesia y el patio de entrada, y no así la zona palaciega. Fue declarado bien de interés cultural el 3 de junio de 1931.

## Historia
La construcción del palacio data del siglo XIV. Pudo ser construido en tiempos de Enrique II. Perteneció a la familia del linaje de los Córdoba.
Durante los años 1632 y 1633 se hicieron gestiones para la fundación de un convento de religiosas descalzas, lo que se autorizó en el Cabildo el 12 de mayo de 1634, cuando se tuvo conocimiento de una petición de fray Pedro de Santa María, prior del convento de Carmelitas Descalzos de Écija, para que se permitiese la fundación de su convento de religiosas de dicha Orden, acogidas a la Regla de Santa Teresa, alegando razones de índole espiritual en pro de la ciudad. Esto se llevó a cabo a pesar de las alegaciones del regidor de que las once comunidades de religiosos y seis de religiosas existentes en Écija eran más que suficientes para todas las atenciones espirituales.
En el libro de fundación del «Convento del Señor San José de Carmelitas Descalzas de la ciudad de Écija», año de 1638, consta que los fundadores fueron, por una parte, don Pablo Barragán y su esposa doña Ana de Torres, y de otra, doña Beatriz de Mantilla. El benefactor cedió para la fundación las casas de su morada, sitas en la Puerta de Palma e inmediatas a la parroquia de Santa Cruz y otras colindantes que al efecto se adquirieron, además de rentas cuantiosas y saneadas.
Por resultar insuficiente el tamaño del edificio decidieron trasladarse al lugar donde se hallan actualmente, el 21 de junio de 1643.

## Iglesia conventual
La portada principal que da a la calle del Conde; se compone de un cuerpo bajo y otro superior: el primero está integrado por un arco semicircular decorado en su línea interior por labor gótica, mostrando los escudos de los Portocarrero, a la derecha, y de Guzmán, a la izquierda, pertenecientes al tercer conde de Palma del Río, don Antonio Portocarrero de la Vega y su esposa doña Sancha de Guzmán, hija de Garcilaso de la Vega. Arriba se encuentran tres hornacinas rematadas por arcos conopiales, con decoración gótica la central, donde se pintaron figuras de San José y escudos del Carmen Descalzo. En la parte más alta, un pelícano en el centro y cables marineros enrollados a ambos lados. Una imposta con bolas cierra el conjunto.
Esta portada, de estilo mudéjar, utiliza elementos empleados en la península ibérica en el último cuarto del siglo XV, y fue construida por el primer conde de Feria, don Lorenzo Suárez de Figueroa, que poseía señoríos en pueblos fronterizos de Portugal lo que explica la utilización de motivos marineros relacionados con el arte manualista.
Al pasar al interior, en el lado izquierdo, se encuentra la entrada a la iglesia, cerrada por una puerta mudéjar, fechada en la segunda mitad del siglo XIV, y que procede del salón de horno alto del palacio. La edificación es de mediados del siglo XVII.
El templo es de una sola nave; se cubre con bóveda de cañón con lunetos, dividida en tres tramos, y casquete semiesférico en el presbiterio, separado del resto de la nave por un arco toral. Sigue el modelo que se repite en casi todas las iglesias conventuales ecijanas, es decir, nave única. Consta con dos coros, separados de la iglesia con rejas: una sobre la puerta de entrada y dos más pequeñas en el lado de la Epístola, junto al retablo mayor, en las plantas alta y baja, respectivamente.
El retablo mayor es obra de mediados del siglo XVIII y se divide en dos cuerpos y tres calles, separadas estas por estípites con capiteles corintios. Las puertas que aparecen en él, dando acceso al comulgatorio de las religiosas y a otra dependencia, se cubren con decoración de rocalla, que predominan también en el resto del conjunto. En el primer cuerpo se encuentran las imágenes de Santa Teresa y Santa María Magdalena de Pazzi, y en la hornacina central la Virgen del Carmen, que es la más interesante. En el segundo cuerpo, los profetas Elías y Eliseo y en hornacina, una imagen del titular, San José. Todas son de la época del retablo, excepto la Virgen del Carmen, del siglo anterior. Culmina el conjunto en un penacho con corona y el escudo carmelitano.
El púlpito es de forja, de gran sencillez, y sobre él se halla un baldaquino del siglo XVIII con una imagen de Crucificado datado hacia 1625, del círculo de Alonso Cano.
Los retablos laterales dedicados a San José, cuya imagen de 1700 aproximadamente, todo de estilo barroco. El segundo contiene una imagen de Santa Teresa y dos más pequeñas de moderna factura. El retablo es del siglo XVII. El tercero está dedicado a San Francisco de Asís y pertenece también al siglo XVII. En el lado de la Epístola se sitúa un único retablo formado por hornacina. La imagen central representa a San Juan de la Cruz, del siglo XVII, y a los lados otra imagen del mismo santo y el profeta Elías.
Conserva también este templo algunas obras pictóricas en sus muros, principalmente lienzos del siglo XVIII, representando a San Francisco, Ecce Homo, la Oración en el Huerto, la Adoración de los Pastores, La Inmaculada, San Cristóbal y San Pablo ermitaño.